# Sklon ke spotřebě
Sklon ke spotřebě rozdělujeme na průměrný sklon ke spotřebě a mezní sklon ke spotřebě. Mezní sklon ke spotřebě (marginal propensity to consume – MPC) je definován jako dodatečný přírůstek spotřeby způsobený jednotkovou změnou disponibilního důchodu. Průměrný sklon ke spotřebě (average propensity to consume – APC) je definován jako podíl spotřeby a disponibilního důchodu. Autorem konceptu sklonu ke spotřebě je John Maynard Keynes.

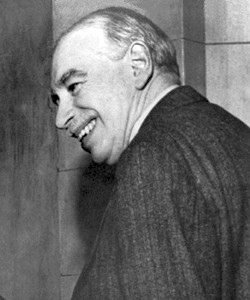
Autor konceptu sklonu ke spotřebě John Maynard Keynes

## Matematické pozadí

### Mezní sklon ke spotřebě
Mezní sklon ke spotřebě lze exaktně vyjádřit jako {\displaystyle MPC={\frac {\Delta C}{\Delta Y_{D}}}}, kde {\displaystyle C} označuje spotřebu a {\displaystyle Y_{D}} označuje disponibilní důchod. Platí {\displaystyle MPC\in (0,1)}.

### Průměrný sklon ke spotřebě
Průměrný sklon ke spotřebě lze exaktně definovat jako {\displaystyle APC={\frac {C}{Y_{D}}}}, kde {\displaystyle C} označuje spotřebu a {\displaystyle Y_{D}} označuje disponibilní důchod.

## Mezní sklon ke spotřebě a multiplikátor

### Vztah mezi MPC a multiplikátorem

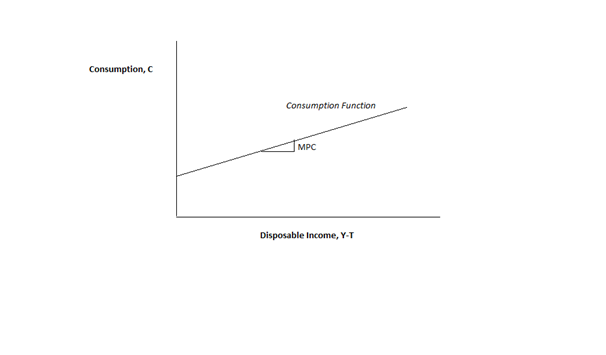
Mezní sklon ke spotřebě

V ekonomice je velikost multiplikátoru závislá na sklonu ke spotřebě. Multiplikátor totiž roste s rostoucí hodnotou sklonu ke spotřebě. Vztah mezi velikostí multiplikátoru a velikostí mezního sklonu ke spotřebě budeme ilustrovat na příkladu dvousektorové ekonomiky, kdy se v ekonomice nalézají pouze dva subjekty – domácnosti a firmy. Začneme se vztahem {\displaystyle \Delta Y=\Delta C+\Delta I}, kdy je změna důchodu způsobena pouze změnou spotřeby a změnou investic. Nyní označíme {\displaystyle c:=MPC} a pokračujeme v úpravě. Dostáváme vztah {\displaystyle \Delta Y=c\Delta Y+\Delta I}, po kterém přejdeme k finálnímu tvaru {\displaystyle \alpha ={\frac {\Delta Y}{\Delta I}}={\frac {1}{1+c}}}.

### Mezní sklon k úsporám
Analogické odvození by následovalo, pokud bychom použili mezní sklon k úsporám (marginal propensity to save), pro který platí reciproký vztah {\displaystyle MPS={\frac {1}{MPC}}}. Multiplikátor {\displaystyle \alpha } klesá s rostoucí hodnotou mezního sklonu k úsporám. Platí {\displaystyle MPS\in (0,1)}.

### Interpretace
Pokud je hodnota multiplikátoru jednotková, tedy pokud platí {\displaystyle \alpha =1}, pak to znamená, že celý přírůstek důchodu je uspořen a nic není spotřebováno. Platí tedy {\displaystyle MPC=0} a {\displaystyle MPS=1}. Pokud hodnota multiplikátoru roste nade všechny meze, pak tento stav implikuje fakt, že celý přírůstek důchodu je spotřebován a žádná jeho část není uspořena. Platí tedy {\displaystyle MPC=1} a {\displaystyle MPS=0}. Oba zmíněné scénáře jsou spíše teoretického a hypotetického rázu nežli pozorovaná reality. Hodnoty multiplikátoru se tedy pohybují mezi jedničkou a nekonečnem.